# Proasellus maleri
Proasellus maleri là một loài chân đều trong họ Asellidae. Loài này được Henry miêu tả khoa học năm 1977.